# Harald Vocke
Harald Vocke (* 24. Februar 1927 in Berlin; † 12. Februar 2007) war ein deutscher Diplomat, Schriftsteller, Übersetzer und Journalist.

## Leben und Wirken
Als Sohn des Bankpräsidenten Wilhelm Vocke und seiner Ehefrau Frida Ortmann (Tochter des Rittergutsbesitzers Christian Ortmann in Schependorf in Mecklenburg) wuchs Harald Vocke mit fünf Schwestern in Berlin auf und besuchte das Arndt-Gymnasium in Berlin-Dahlem.
Nach dem Kriegsdienst im Zweiten Weltkrieg studierte er Archäologie und Altphilologie in Heidelberg, Hamburg und Paris. Er wurde 1951 mit einer Arbeit über die hellenistischen Papyri der Spätzeit Ägyptens promoviert. Bei einem Aufenthalt in Ägypten erlernte er unter anderem die klassische arabische Sprache.
Danach trat er in den diplomatischen Dienst des Auswärtigen Amtes ein und vertrat die deutschen Interessen in Bagdad, Damaskus, Kuala Lumpur, Dschidda und an anderen Orten. Im Jahre 1963 wurde er Mitglied der Redaktion der Frankfurter Allgemeinen Zeitung. Für die Zeitung war er zunächst sechs Jahre als Korrespondent in Beirut und von 1969 bis 1980 als Berichterstatter für den Nahen Osten und weitere orientalische und fernöstliche Themen tätig.
Von 1981 bis in die 1990er Jahre war er Chefkorrespondent der katholischen Zeitung Die Tagespost in Würzburg. Vocke trat auch durch seine Übersetzungen jemenitischer Dichtung hervor. Seine letzte Buchveröffentlichung war 2001 eine Biographie über den Widersacher der Nationalsozialisten und Diplomaten Albrecht von Kessel.

## Schriften (Auswahl)
- Das Schwert und die Sterne. Ein Ritt durch den Jemen. Stuttgart 1965.
- Was geschah im Libanon? Ursachen und Hintergründe des Bürgerkriegs. Frankfurt am Main 1977.
- The Lebanese War: its origin & political dimension. London 1978, ISBN 0-903983-92-3.
- Der umstrittene Krieg im Libanon. Samisdats, Zeitungsberichte, Dokumente. 1980, ISBN 3-88693-001-7.
- Die toten Christen im Libanon – Pamphlete. Würzburg 1985, ISBN 3-88567-049-6.
- Im Duft der Zeit. Begegnung mit dem Morgenland. Frankfurt/Berlin 1988
- Albrecht von Kessel. Als Diplomat für Versöhnung mit Osteuropa. Freiburg 2001, ISBN 3-451-20248-4.

## Weblink
- Nachlass von Harald Vocke. Bibliothek des Zentrum Moderner Orient.

| Personendaten    | Personendaten                                               |
| ---------------- | ----------------------------------------------------------- |
| NAME             | Vocke, Harald                                               |
| KURZBESCHREIBUNG | deutscher Diplomat, Schriftsteller, Verleger und Journalist |
| GEBURTSDATUM     | 24. Februar 1927                                            |
| GEBURTSORT       | Berlin                                                      |
| STERBEDATUM      | 12. Februar 2007                                            |